# Nossa Senhora de Guadalupe (Évora)
Nossa Senhora de Guadalupe is een plaats (freguesia) in de Portugese gemeente Évora en telt 495 inwoners (2001).